# 1 Pułk Dragonów Cesarstwa Austriackiego
1 Pułk Dragonów Cesarstwa Austriackiego – jeden z austriackich pułków kawalerii okresu Cesarstwa Austriackiego.
Okręg poboru: Innerösterreich (Styria i Karyntia).

## Wcześniejsza nomenklatura
- 1769: 26 Pułk Kawalerii
- 1780: 20 Pułk Kawalerii
- 1789: 26 Pułk Kawalerii
- 1798: 3 Pułk Lekkich Dragonów
- 1801: 1 Pułk Dragonów

## Garnizony

### Przed powstaniem Cesarstwa
- 1781: Derecske
- 1786-1788: Böszörmény, Berekböszörmény
- 1789: Gyöngyös
- 1790: Żółkiew
- 1791-1792: Keszthely
- 1798: Kuttenberg
- 1799: Vorarlberg
- 1801-1804: Rzeszów

### Po powstaniu Cesarstwa
- 1801-1805: Rzeszów
- 1808: Keszthely
- 1807: Pápa
- 1808-1809: Wiedeń
- 1810: Debreczyn
- 1811: Deés
- 1812-1813: Jaworów
- 1814-1815: Törökszentmiklós, Szászrégen, Vaskoutz (Bukowina)
- 1816-1817: Wiedeń, Bochnia